# И Чън-су
И Чън-су (на корейски: 이정수, произнася се [idʑʌŋsu], английска транскрипция: Lee Jung-Soo) е южнокорейски футболист, роден на 8 януари 1980 г. в Кимхе. Играе на поста централен защитник, но в началото на кариерата си е бил нападател.

## Национален отбор
За Южна Корея дебютира през 2008 г. Участник е на СП 2010, където играе и в четирите мача на отбора си, отбелязвайки два гола.

### Голове
| # | Дата             | Място                      | Съперник  | Гол в мача | Краен резултат | Повод |
| - | ---------------- | -------------------------- | --------- | ---------- | -------------- | ----- |
| 1 | 5 септември 2009 | Сеул, Южна Корея           | Австралия |            | 3:1            | П     |
| 2 | 18 януари 2010   | Малага, Испания            | Финландия |            | 2:0            | П     |
| 3 | 12 юни 2010      | Порт Елизабет, Южна Африка | Гърция    | 1:0        | 2:0            | СП    |
| 4 | 22 юни 2010      | Дърбан, Южна Африка        | Нигерия   | 1:1        | 2:2            | СП    |

## Успехи
Сувон Самсунг Блууингс
- К-Лига
  - Шампион: 2008
- К-Лига Къп
  - Носител: 2008